# Constance Collier
Constance Collier, pseudonimo di Laura Constance Hardie (Windsor, 22 gennaio 1878 – New York, 25 aprile 1955), è stata un'attrice britannica.

## Biografia

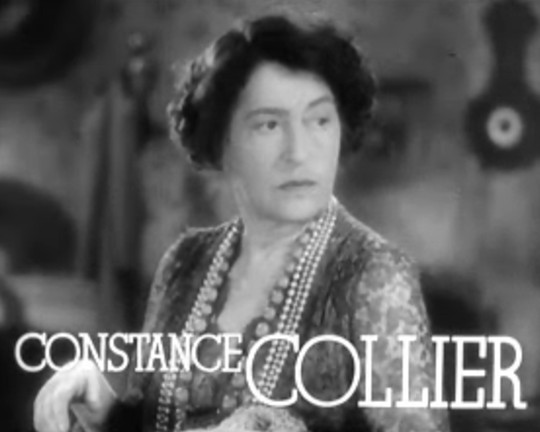
Constance Collier nel trailer di Palcoscenico (1937)

Figlia d'arte, debuttò all'età di tre anni nella compagnia teatrale paterna.
All'età di quindici anni entrò a far parte delle Gaiety Girls, un gruppo di famose danzatrici londinesi con le quali riscosse un buon successo personale, bissato nel giro di pochi anni dall'interpretazione di Lady Sneerwell ne La scuola della maldicenza (The School for Scandal).
Nel 1905, la Collier sposò l'attore irlandese Julian L'Estrange. I due, che non ebbero figli, recitarono insieme per molti anni, fino alla morte di lui, avvenuta nel 1918 per una polmonite.
Nel 1906 ottenne il suo maggior successo interpretando il ruolo di Cleopatra in una rivisitazione stravagante di Antonio e Cleopatra, firmata da Beerbohm Tree.
Tre anni dopo partì per il primo di una lunga serie di tour negli Stati Uniti. Nel 1916 si fermò negli Usa per girare quattro film muti e negli anni seguenti alternò attività teatrali e cinematografiche sia in Inghilterra sia in America. Durante le riprese del film Palcoscenico (1937), divenne grande amica di Katharine Hepburn.
Si specializzò in ruoli shakespeariani, per i quali meritò la nomina al Shakespeare Festival Theatre Award. Divenne una rinomata insegnante di recitazione ed ebbe fra le sue allieve la già citata Katherine Hepburn, Audrey Hepburn e Marilyn Monroe.

## Filmografia

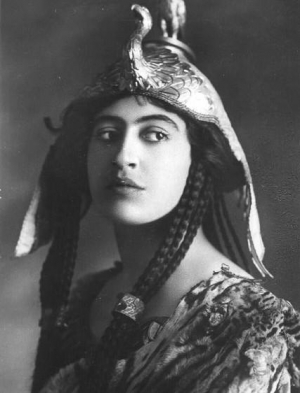
Constance Collier interpreta Cleopatra nel 1906

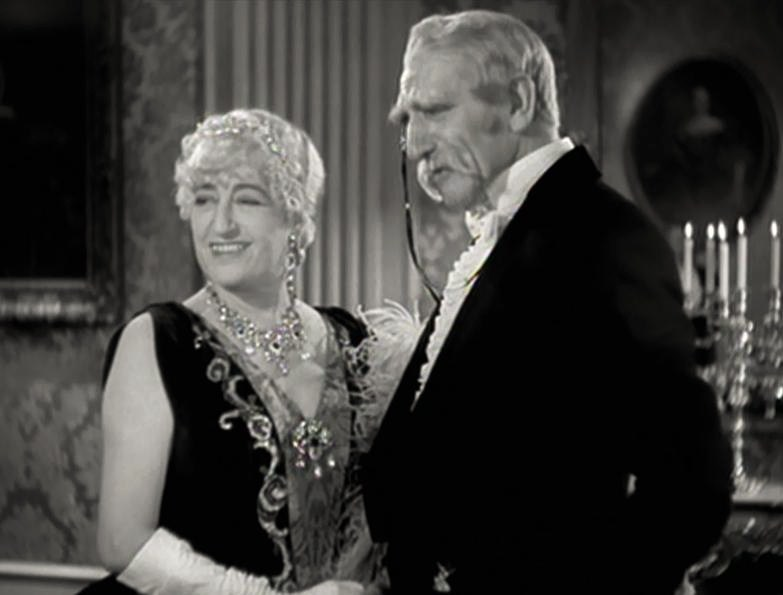
Constance Collier e C. Aubrey Smith in Lord Fauntleroy (1936)

### Attrice
- The Tongues of Men, regia di Frank Lloyd (1916)
- The Code of Marcia Gray, regia di Frank Lloyd (1916)
- Macbeth, regia di John Emerson (1916)
- Intolerance (Intolerance: Love's Struggle Throughout the Ages), regia di David Wark Griffith (1916)
- The Impossible Woman, regia di Meyrick Milton (1919)
- Bleak House, regia di Maurice Elvey (1920)
- La ragazza di Boemia (The Bohemian Girl), regia di Harley Knoles (1922)
- L'ombra del dubbio (Shadow of Doubt), regia di George B. Seitz (1935)
- Anna Karenina, regia di Clarence Brown (1935)
- Professional Soldier, regia di Tay Garnett (1935)
- Lord Fauntleroy (Little Lord Fauntleroy), regia di John Cromwell (1936)
- Collegio femminile (Girls' Dormitory), regia di Irving Cummings (1936)
- Trappola d'oro (Thunder in the City), regia di Marion Gering (1937)
- Alle frontiere dell'India (Wee Willie Winkie), regia di John Ford (1937)
- Clothes and the Woman, regia di Albert de Courville (1937)
- Palcoscenico (Stage Door), regia di Gregory La Cava (1937)
- Una magnifica avventura (A Damsel in Distress), regia di George Stevens (1937)
- Zazà (Zaza), regia di George Cukor (1939)
- Half a Sinner, regia di Al Christie (1940)
- Peccatrici folli (Susan and God), regia di George Cukor (1940)
- Kitty, regia di Mitchell Leisen (1945)
- Il grattacielo tragico (The Dark Corner), regia di Henry Hathaway (1946)
- Monsieur Beaucaire, regia di George Marshall (1946)
- La storia di Pearl White (The Perils of Pauline), regia di George Marshall (1947)
- Un marito ideale (An Ideal Husband), regia di Alexander Korda (1947)
- Nodo alla gola (Rope), regia di Alfred Hitchcock (1948)
- The Girl from Manhattan, regia di Alfred E. Green (1948)
- Il segreto di una donna (Whirpool), regia di Otto Preminger (1949)

### Sceneggiatrice
- La vita è un sogno (Forever), regia di George Fitzmaurice (1921)
- The Rat, regia di Graham Cutts (1925)
- The Triumph of the Rat, regia di Graham Cutts (1926)
- Il declino (Downhill), regia di Alfred Hitchcock (1927)
- Sogno di prigioniero (Peter Ibbetson), regia di Henry Hathaway (1935)
- Via della taverna 23 (The Rat), regia di Jack Raymond (1937)

## Riconoscimenti
La Collier ha una stella sull'Hollywood Walk of Fame al 6231 Hollywood Blvd.

## Doppiatrici italiane
- Mignon Cocco in Palcoscenico, Monsieur Beaucaire
- Velia Cruicchi Galvani in Peccatrici folli, Il segreto di una donna
- Margherita Bagni in Anna Karenina (1º ridoppiaggio 1951)
- Franca Dominici in Nodo alla gola